# كيفن ميتشيل (لاعب هوكي الجليد)
كيفن ميتشيل (بالإنجليزية: Kevin Mitchell) هو لاعب هوكي الجليد أمريكي، ولد في 5 يونيو 1980 في ذا برونكس في الولايات المتحدة.

## وصلات خارجية
- كيفن ميتشيل على موقع دوري الهوكي الوطني (الإنجليزية)
- كيفن ميتشيل على موقع EliteProspects.com (الإنجليزية)
- كيفن ميتشيل على موقع Eurohockey.com (الإنجليزية)
- كيفن ميتشيل على موقع HockeyDB.com (الإنجليزية)